# Legacy Tower

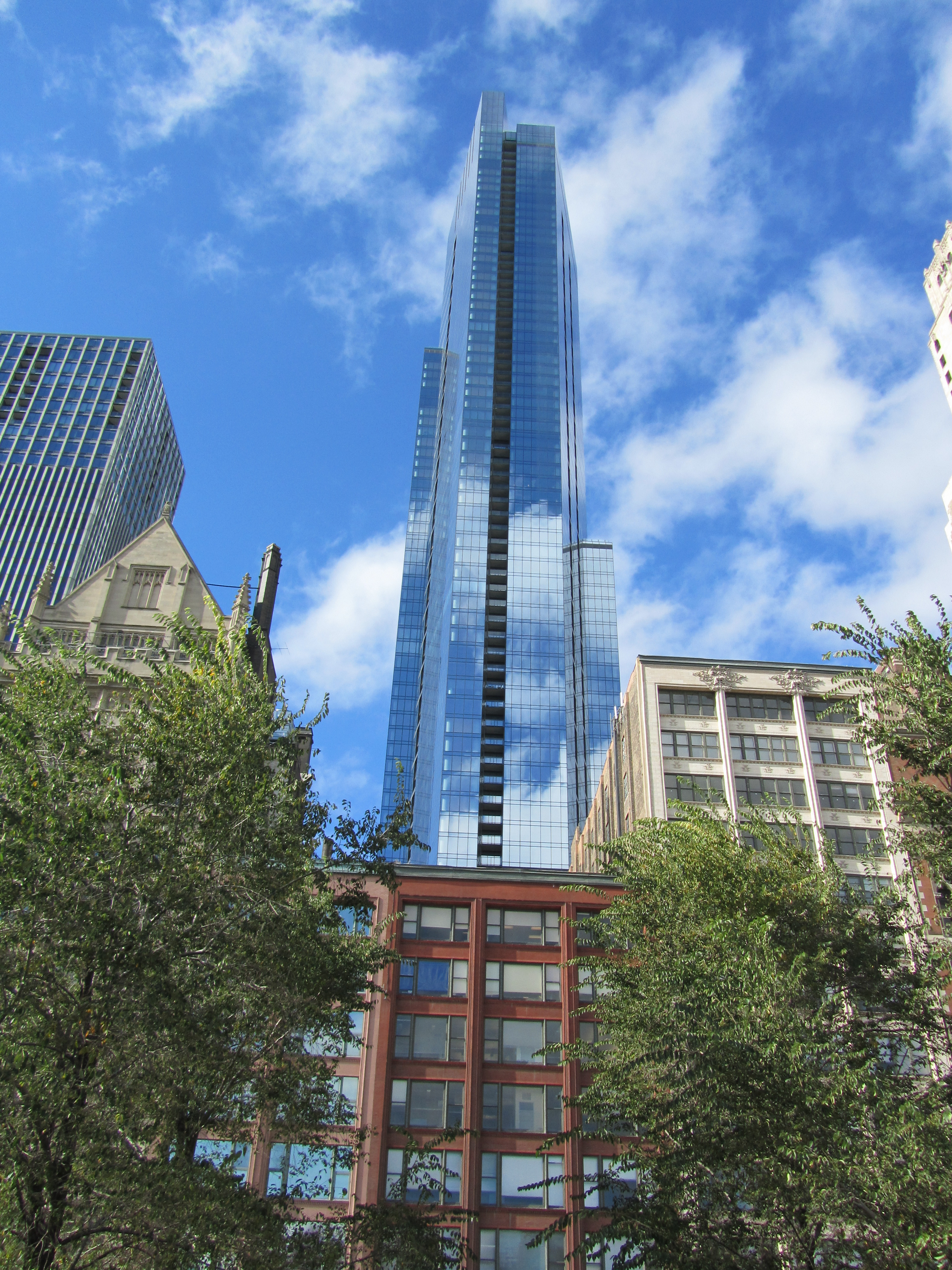
A Legacy Tower em 2010.

Legacy Tower é um arranha-céus de 250 m localizado em Chicago, cuja construção foi concluída em 2009. A estrutura tem 360 condomínios de luxo assim como 460 locais de estacionamentos. Tem 3 809 m2 de salas para a escola do Art Institute of Chicago.